# Lucifugum
Lucifugum este o formație de black metal din Mîkolaiv, Ucraina.

## Statistici
- Gen: Black metal
- Țara: Ucraina
- Stare: Activă
- Perioada: 1995-

## Membrii formației

### Membri actuali
- Khlyst (Igor Naumchuk) – voce (2014-), poezie (1995-), baterie (2008-)
- Stabaath (Elena Naumchuk) – voce (2004-2014), chitară, bas (2004-)

### Foști membri
- Bal-a-Myth – chitară, bas (1995 - 2002)
- Faunus - voce (1995-2001)

### Session membri
- Knjaz Varggoth (Nokturnal Mortum) - bas (1997)
- Saturious (Nokturnal Mortum) - orgă (1996 - 2000)
- Roman (Drudkh) - voce (2002)
- Lutomysl - voce, chitară, bas (2003)
- Munruthel (Nokturnal Mortum) - baterie (1999)
- Amorth (Drudkh, Astrofaes) - baterie (2003 - 2005)
- Yuriy Sinitsky (Drudkh) - baterie (2001 - 2007)

### Discografie
- Gates of Nocticula - 1996
- Path of Wolf - 1996
- Through the Indifferent Sky - 1997
- on the sortilage of christianity - 1999
- On hooks to pieces! - 2000
- …and the Wheel keeps crunching… - 2001
- Stigma Egoism - 2002
- …back to chopped down roots - 2003
- Sociopath: philosophy cynicism - 2003
- Vector33 - 2005
- The Supreme Art of Genocide - 2005
- Involtation - 2006
- Sectane Satani - 2007
- Acme Adeptum – 2008
- Xa Heresy - 2010
- Od Omut Serpenti - 2012
- Sublimessiah - 2014
- Agonia Agnosti - 2016
- Infernalistica - 2018
- Tri nity limb ritual - 2020